# Ада-парк (Чикаго)
Ада-парк (англ. Ada Park) — общественный городской парк, расположенный по адресу 11250 Саут-Ада-стрит (англ. South Ada St.), район Саут-Сайд города Чикаго в округе Кук, штат Иллинойс, США.

## История
Впервые участок земли будущего парка был приобретён для благоустройства зоны отдыха и развлечений в 1930 году, этот год и считается годом основания парка, известного ныне как Ада-парк. Благоустроенная территория предназначалась для отдыха быстро растущему афроамериканскому населению района Морган-Парк.
В 1931 году в Ада-парке был построен общественный плавательный бассейн на открытом воздухе и немного улучшен ландшафт.
До 1934 года территория парка была известна как Лумис-Стрит-парк (англ. Loomis Street Park), — из-за одноимённой улицы Лумис-стрит, проходившей вдоль его западной стороны и названной в честь Горация Лумиса, резидента и директора Чикагской торговой палаты.
В 1934 году Ада-парк перешёл в Управление парками Чикаго, когда все 22 независимые парковые комиссии Чикаго были объединены в одно агентство. После того, как Управление парками Чикаго взяло территорию парка под свой контроль, в парке были устроены и другие места для отдыха и развлечений: в 1940 году было построено новое здание для плавательного бассейна, а в 1957 и 1990 годах были возведены дополнительно «пристройки» к зданию бассейна и оборудован спортивный зал.
В конце 1934 года жители района Калумет-Парк (англ. Calumet Park District) проголосовали за изменение названия улицы на противоположной стороне парка на Ада-парк в честь Ады Сойер Гарретт, внучки известного юриста и застройщика Чикаго Джастина Баттерфилда. В 1924 году Ада Гарретт продала застройщикам последнюю оставшуюся свободную землю в окрестностях Логан-Сквер. Хотя Управление парками Чикаго сообщило Управлению парками Калумет (англ. Calumet Park District), что не имеет полномочий переименовывать выкупленный участок земли в Ада-парк, тем не менее это название используется с тех пор и по настоящее время.
В 1955 году был приобретён дополнительно прилегаемый участок земли и территория парка была расширена. В 1957 году все улицы и переулки были освобождены от построек под парковую зону общей площадью в 16,65 акров (6,74 га), это был последний парк из созданных Управлением парков Калумет (англ. Calumet Park District), основанном в 1903 году. В 1958 году благодаря работе Облигационного фонда, новые и старые парки, включая Ада-парк, были значительно улучшены, в парках стали создавать специальные площадки с искусственным покрытием для разных игр и мероприятий, например, игры в шаффлборд, бейсбол, софтбол, футбол, теннисные корты, детские площадки и другие. 10 мая 1960 года была произведена реконструкция филдхауса, на которую Управление парков Чикаго выделило 2000 долларов.
В начале 1990-х годах был выделен грант от Управления парками Чикаго в размере 10,5 млн долларов на развитие и модернизацию филдхауса и связанных с ним построек, также грант в размере 2,0 млн долларов на все затраты по строительству спортивного комплекса в Ада-парке.

## Описание
Рельеф парка ровный, высота над уровнем моря — 188 метра. Площадь парка 16,65 акров (6,74 га).
На территории Келвин-парка расположено здание филдхауса (полевого дома); одно поле с искусственным покрытием для фитнеса; площадки для волейбола, бейсбола, баскетбола; зона с четырьмя полями для большого тенниса. Также на территории парка расположены: аудитория, фитнес-центр, многоцелевые клубы, плавательный бассейн на открытом воздухе.
Часы посещения парка — с 7:00 до 23:00 все дни недели, филдхауса — с 10:00 до 22:00 в рабочие дни.

## Мероприятия
В связи с высокой криминальностью района, активисты Ада-парка, волонтёры и сообщество под знаменем любви, мира и единства проводят сезонные общественные мероприятия под управлением Консультативного совета парка. Цель мероприятий — просвещать сообщество, вовлекать местных жителей в общественную жизнь, знакомить друг с другом, расширять их возможности. Для этого проводятся различные фестивали. Так, например, 5 августа 2017 и 8 марта 2019 года проводился фестиваль Morgan Park Roots Festival (с англ. — «Фестиваль корней Морган-Парка») под девизом «House & Soul» (с англ. — «Дом и душа») на день «Guns Down and Hands Up» (букв. — «бросай оружие и поднимай руки»), включающий в себя вечеринку с танцами, выступления групп R&B, хаус-музыку, детские мероприятия, санкционированный турнир по боксу среди молодёжи, павильон для ветеранов, информацию о здоровье и благополучии, бесплатную еду и многое другое. 16 октября 2020 и 2021 года проводился Фестиваль урожая, на котором взрослые и дети украшали тыквы, раскрашивали лица, катались на пони, также предлагались бесплатные развлечения, музыка и еда.
Ежегодный фестиваль Morgan Park Roots Festival, проводимый в Ада-парке под девизом «мир, любовь и единство», представляет собой «праздник в кругу семьи и для всего сообщества» и направлен на возвращение к своим корням — насладиться компанией сплочённого сообщества, похожего на большую семью в одном из старейших афроамериканских кварталов Чикаго. Потребность в подобных мероприятиях возникла, когда «лидеры сообщества поняли, что люди собираются только на похороны и свадьбы».
Для построения мирного и культурного сообщества с помощью различных программ, предлагаемых округом, а также образовательными возможностями Консультативного совета парка в филдхаусе проводятся образовательные мероприятия по программе «Парк-Кидс» («Park Kids», с англ. — «парк для детей») — занятия после школы для детей младшего школьного возраста, предлагающее им различные виды досуга и развлечений, такие как: искусство и ремёсла, бесконтактный спорт, оздоровление и занятия на природе.
В 2021 году был организован пункт для бесплатной вакцинации от COVID-19 всех желающих независимо от страхового или иммиграционного статуса.